# Списак охридских архиепископа
Следи списак архиепископа Охридске архиепископије.
1. Јован I (1018—1037)
2. Лав (1037—1056)
3. Теодул I (1056—1065)
4. Јован II Лампинос (1065—1078)
5. Јован III Аинос (1078. или 1079)
6. Теофилакт (1084—1108)
7. Лав Мунг (1108—1120)
8. Михаил Максим (1120 — ?)
9. Јован IV Комнин (1143—1160)
10. Константин I (1160 — ?)
11. Јован V Каматир (1183—1216)
12. Димитрије Хоматијан (1216 — 1234)
13. Јоаникиј (за време цара Ивана Асена II)
14. Сергеј (за време цара Ивана Асена II)
15. Константин II Кавасила (1255—1259) и (1260—1282)
16. Јаков Проархиј (1275—1285)
17. Адријан (прва половина XIII века)
18. Генадиј (за време императора Андроника Постариота)
19. Макариј (за време императора Андроника Постариота)
20. Григориј I (за време императора Андроника Постариота)
21. Антим Метохит (1341—1346)
22. Николај I (1346 — ?)
23. Григориј II (1364/65 — ?)
24. Матеј (спомиње се 1408)
25. Никодим (спомиње се 1452)
26. Доситеј I
27. Доротеј (спомиње се 1466)
28. Марко Ксилокараф (1466 — ?)
29. Николај II
30. Захариј (спомиње се 1486)
31. Прохор (1528—1550)[1]
32. Симеон (1550)
33. Никанор (спомиње се 1557)
34. Пајсиј (спомиње се 1565)
35. Партениј I
36. Софрониј (спомиње се 1567)
37. Гавриил (спомиње се 1572)
38. Теодул II (спомиње се 1588)
39. Григориј III (спомиње се 1590)
40. Јоаким (спомиње се 1593)
41. Атанасиј I (спомиње се 1596)
42. Валаам (спомиње се 1598)
43. Нектариј I (1598—1613)
44. Митрофан (спомиње се 1614)
45. Нектариј II (спомиње се 1616)
46. Георгиј (спомиње се 1617)
47. Порфириј Палеолог (спомиње се 1623[2], 1624)
48. Јоасаф (спомиње се 1628)
49. Аврамиј Месапс (спомиње се 1629)
50. Мелетиј I (спомиње се 1637)
51. Харитон (спомиње се 1643)
52. Даниил (спомиње се 1650)
53. Дионисиј I (спомиње се 1652)
54. Атанасиј II (спомиње се 1653)
55. Пафнутиј
56. Игнатиј I (спомиње се 1660)
57. Арсениј I (спомиње се 1663)
58. Зосим (1663—1670)
59. Панарет (спомиње се 1671)
60. Нектариј III (спомиње се 1673)
61. Игнатиј II (спомиње се 1676)
62. Теофан (1676)
63. Мелетиј II (1676—1677)
64. Партениј II (1677—1683)
65. Григориј IV (1683—1688)
66. Герман I (1688—1691)
67. Григориј V (1691—1693)
68. Игнатиј III (1693—1695, 1703—1706)
69. Зосим II (1695—1699, 1707—1708)
70. Рафаил (1699—1702)
71. Герман II (1702)
72. Дионисиј II (1706, 1709—1714)
73. Методиј I (1708)
74. Филотеј (1714—1718)
75. Јоасаф II (1719—1745)
76. Јосиф (1746—1752)
77. Дионисиј III (1752—1756)
78. Методиј II (1757—1758)
79. Кирил (1759—1762)
80. Иеремија (1763)
81. Ананиј (1763)
82. Арсениј II (1763—1767)
83. Јован VI (од 2005 - 2022 архиепископ ПОА)
84. Стефан, охридски и македонски (од 1999 - 2022 у расколу. Од 2022- данас у јединству са осталим Црквама)